# Chionanthus palustris
Chionanthus palustris ist eine Pflanzenart aus der Gattung der Schneebäume (Chionanthus) innerhalb der Familie der Ölbaumgewächse (Oleaceae). Das Artepitheton palustris spielt auf Sümpfe an, den Biotopen, in denen sie hauptsächlich vorkommt.

## Beschreibung

### Vegetative Merkmale
Chionanthus palustris wächst als Baum und erreicht Wuchshöhen von bis zu 17 Metern sowie Stammdurchmesser von etwa 15 Zentimetern. Die Borke ist hellbraun. Die gegenständigen, stark ledrigen Laubblätter sind mit einer Länge 7–14 Zentimetern und einer Breite von 3–6,5 Zentimetern elliptisch bis eiförmig.

### Generative Merkmale
Die seitenständigen Blütenstände sind gestaucht, länglich und enthalten zwei oder drei Paare Blüten. Die zwittrigen Blüten sind gelb-grünlich und leicht behaart. Die Kelchblätter sind etwa 1 mm lang und bis zum Grund geteilt. Die Kronblätter sind bis zu 6 mm lang. Die Steinfrüchte sind 1 bis 2 Zentimeter groß, rundlich und cremefarben.

## Vorkommen
Wie der wissenschaftliche Name andeutet, wächst die Art vor allem in Sümpfen der Ebenen. Sie ist endemisch in Borneo und wurde für die Distrikte Kuching, Lawas, Marudi und Sarikei in Sarawak nachgewiesen, sowie in Andulau und Badas in Brunei.

## Trivialnamen
malai.: ubah mata